# Rodalia de Màlaga
La xarxa de Rodalia de Màlaga (Cercanías Málaga, oficialment en castellà) és un servei de trens interurbans o rodalies de Renfe Rodalies entre Màlaga i part dels municipis de la província de Màlaga. La xarxa disposa de 70 km de vies de ferrocarrils i 24 estacions repartides en dues línies. El servei de les línies es realitza a la línia C-1 amb unitats de la sèrie 446 de Renfe i a la C-2 de la sèrie 440R i 446.
| línia                                        | recorregut                         | km |
| -------------------------------------------- | ---------------------------------- | -- |
| Línea C-1 Málaga-María Zambrano - Fuengirola | Màlaga-María Zambrano - Fuengirola | 31 |
| Línea C-2 Málaga-María Zambrano - Álora      | Màlaga-María Zambrano - Álora      | 38 |